# منوچهر پیروز
منوچهر پیروز، (زاده، ۱۳۰۵ اصفهان - مرگ، ۱۳۹۶ تهران) از مدیران دولتیِ دو دهۀ پیش از انقلاب اسلامی در ایران که مدتی شهرداری تهران را اداره کرد و پس از آن نخست به استانداری بنادر و سواحل خلیج فارس و سپس استانداری فارس گمارده شد.
وی روز پنجشنبه ١٠ اسفند ۱۳۹۶ در تهران درگذشت. او پس از انقلاب در پاریس می زیست و تنها در سه چهار سال اخیر میان این شهر و زادگاه خود در رفت و آمد بود. او به‌هنگام درگذشت ٩١ سال داشت.
منوچهر پیروز از کارگزاران برجستۀ دهه‌های چهل و پنجاه خورشیدی در ایران بود و در میان مدیران دولتی از چهره‌های سرشناس، پیشرو و کارآمد شمرده می‌شد. او در هر مقام و منصبی در جستجوی تدوین طرح و برنامۀ تازه‌ای بود و در اجرای آن شتاب و شور به‌خرج می‌داد.

## زندگی نامه
پیروز که در اصفهان زاده و در همان شهر به دبستان و دبیرستان رفته بود، در دانشگاه تهران به آموزش حقوق پرداخت و پس از دریافت لیسانس به استخدام شرکت ملی نفت ایران درآمد. او همان جا با امیرعباس هویدا که در آن سال‌ها مدیریت اداری شرکت نفت را بر عهده داشت آشنا شد و این آشنائی به نزدیکی میان آنان انجامید. چندی پس از آنکه هویدا شرکت نفت را ترک کرد و در کابینۀ حسنعلی منصور به وزارت دارائی  منصوب شد، منوچهر پیروز به شهرداری تهران رفت و معاونت شهردار را در انتظار جانشینی او برعهده گرفت و در این مقام در احداث گورستان عمومی تهران، بهداشتی کردن کشتارگاه و نیز سامان دادن به میادین میوه و تره بار پایتخت نقش اساسی ایفا کرد.
او در شهریور ١٣٤٧، هنگامی که سرتیب محمدعلی صفاری از گیلان به مجلس سنا راه یافت و از شهرداری پایتخت کناره گیری کرد، با پشتیبانی نخست وزیر وقت، امیرعباس هویدا، به سرپرستی شهرداری گمارده شد تا پس از برگزاری انتخابات انجمن‌های  شهر به عنوان شهردار تهران برگزیده شود. اما عطاءالله خسروانی، دبیرکل حزب ایران نوین، که نامزدهای حزبِ زیر نظر او در انتخابات انجمن شهر تهران کلیۀ کرسی‌ها را به‌دست آورده بودند، راه را بر منوچهر پیروز بست و نامزد برگزیدۀ خود را به شهرداری پایتخت رساند.
عطاءالله خسروانی که رقیب سیاسی هویدا محسوب می‌شد، نمی خواست یکی از نزدیکان او شهرداری  پایتخت را به‌دست گیرد. این چنین انجمن شهر تهران در آبان ٤٧ به‌اتفاق آراء جواد شهرستانی را به شهرداری  تهران برگزید.
پیروز در دی ماه همان سال به استانداری  بنادر و سواحل خلیج فارس منصوب شد و به بندر عباس رفت. او که در این مقام در اجرای سریع طرح‌های عمرانی از خود کاردانی نشان داده بود، در تیرماه ١٣٥٠ در آستانۀ برگزاری جشن‌های دوهزار و پانصد ساله در مرودشت واقع در نزدیکی شیراز به استانداری فارس گمارده شد و ٦ سال در این مقام ماند. وی پس از آن به تهران آمد و به مدیریت طرح خانه سازی مهستان منصوب شد و با آغاز شورش‌های پیش انقلابی که حکومت برای آرام کردن مردم دست به بازداشت جمعی از کارگزاران پیشین خود زد، پیروز نیز در ٢٩ آبان ٥٧ بازداشت شد و پس از چند روز به سبب بیماری به بیمارستان ٥٠٢ ارتش منتقل گردید و از همان‌جا با یاری کارکنانی که این دستگیری‌ها را برنمی تافتند گریخت. او مدتی در ایران پنهان زیست و سپس پنهانی از کشور خارج شد و در پاریس اقامت کرد.
منوچهر پیروز سیاستمدار دهه‌های ۱۳۴۰ و ۱۳۵۰ خورشیدی در ایران و از همکاران نزدیک عباس هویدا بود. منوچهر پیروز درجریان کودتای ۲۸ مرداد ۱۳۳۲ چون قبلاً فعالیت‌های سیاسی داشت، به اروپا رفت و قریب یک سال در اروپا وقت گذرانید و موجباتی فراهم نمود که بدون پاسخ‌گوئی به فعالیت‌های سیاسی سابق خود به ایران بازگردد و به کار اشتغال ورزد. وی در جریان انقلاب ۱۳۵۷ ایران در تاریخ ۲۹ آبان ۱۳۵۷ و به موجب به جریان گذاشته شدن تمام پرونده‌های موجود در دیوان کیفر و دادسرای تهران توسط بازپرسان بازداشت شد. منوچهر پیروز از دانش آموختگان شرکت نفت بود. وی چند روز پس از بازداشت پس از سپردن وجه‌الضمان از زندان آزاد شد و چند ساعت بعد طبق ماده پنج حکومت نظامی بازداشت گردید. پیروز در شلوغی ۲۲ بهمن ماه ۱۳۵۷ پس از رهایی از زندان گریخت و نهایتاً به خارج از کشور رفت.

## مشاغل
- شهردار تهران به مدت ۱۰ ماه (۱۳۴۶ تا ۱۳۴۷)
- سرپرست شهرداری تهران (منصوب در ۱۴ شهریور ۱۳۴۷)
- استانداری بنادر و سواحل خلیج فارس (منصوب در ۴ دی ۱۳۴۷)
- استاندار فارس (منصوب در ۱ تیر ۱۳۵۰)
- مدیرعامل خانه‌سازی مهستان (۱۳۵۶) (زیر نظر اشرف پهلوی)